# Джонсон (округ, Небраска)
Шаблон:StateAbbr_ 40°24′ пн. ш. 96°16′ зх. д. / 40.4° пн. ш. 96.27° зх. д.
Округ Джонсон (англ. Johnson County) — округ (графство) у штаті Небраска, США. Ідентифікатор округу 31097.

## Історія
Округ утворений 1855 року.

## Демографія
За даними перепису 2000 року загальне населення округу становило 4488 осіб, усе сільське.
Серед мешканців округу чоловіків було 2149, а жінок — 2339. В окрузі було 1887 домогосподарств, 1255 родин, які мешкали у 2116 будинках.
Середній розмір родини становив 2,92.
Віковий розподіл населення поданий у таблиці:
| Стать    | До 15 років | 15-21 | 22-29 | 30-39 | 40-49 | 50-65 | 65-85 | Понад 85 |
| -------- | ----------- | ----- | ----- | ----- | ----- | ----- | ----- | -------- |
| Чоловіки | 409         | 216   | 137   | 275   | 364   | 358   | 333   | 57       |
| Жінки    | 439         | 186   | 114   | 295   | 342   | 364   | 473   | 126      |

## Суміжні округи
- Ото — північ
- Немага — схід
- Поні — південь
- Ґейдж — захід
- Ланкастер — північний захід

## Виноски
1. ↑  US Decennial Census. US Census Bureau. Архів оригіналу за 26 квітня 2015. Процитовано 8 грудня 2014.
2. ↑  Historical Census Browser. University of Virginia Library. Архів оригіналу за 11 серпня 2012. Процитовано 8 грудня 2014.
3. ↑  Population of Counties by Decennial Census: 1900 to 1990. US Census Bureau. Архів оригіналу за 27 квітня 2015. Процитовано 8 грудня 2014.
4. ↑  Census 2000 PHC-T-4. Ranking Tables for Counties: 1990 and 2000 (PDF). US Census Bureau. Архів оригіналу (PDF) за 18 грудня 2014. Процитовано 8 грудня 2014.
5. ↑  State & County QuickFacts. US Census Bureau. Архів оригіналу за 7 червня 2011. Процитовано 20 вересня 2013.(англ.) Наведено за англійською вікіпедією.
6. ↑  American FactFinder. Бюро перепису населення США. Архів оригіналу за 21 травня 2008. Процитовано 31 січня 2008.

| США | Це незавершена стаття з географії США. Ви можете допомогти проєкту, виправивши або дописавши її. |